# ديفيد ديلانو غلوفر
ديفيد ديلانو غلوفر هو محامي وسياسي أمريكي، ولد في 18 يناير 1868 في براتسفيل في الولايات المتحدة، وتوفي في 5 أبريل 1952 في مالفيرن في الولايات المتحدة. نشط حزبياً في الحزب الديمقراطي. وقد انتخب عضو مجلس النواب الأمريكي ‏.